# Baïkonour (ville)
Pour les articles homonymes, voir Baïkonour.
Ne doit pas être confondu avec Cosmodrome de Baïkonour.
Baïkonour (en kazakh : Байқоңыр / Bayqoñır ; en russe : Байконур), anciennement Leninsk durant la période soviétique, est une ville du Kazakhstan administrée par la Russie par un accord bilatéral jusqu'en 2050. Fondée en 1955, elle s'est développée autour du cosmodrome de Baïkonour et a été officiellement rebaptisée Baïkonour le 20 décembre 1995. 

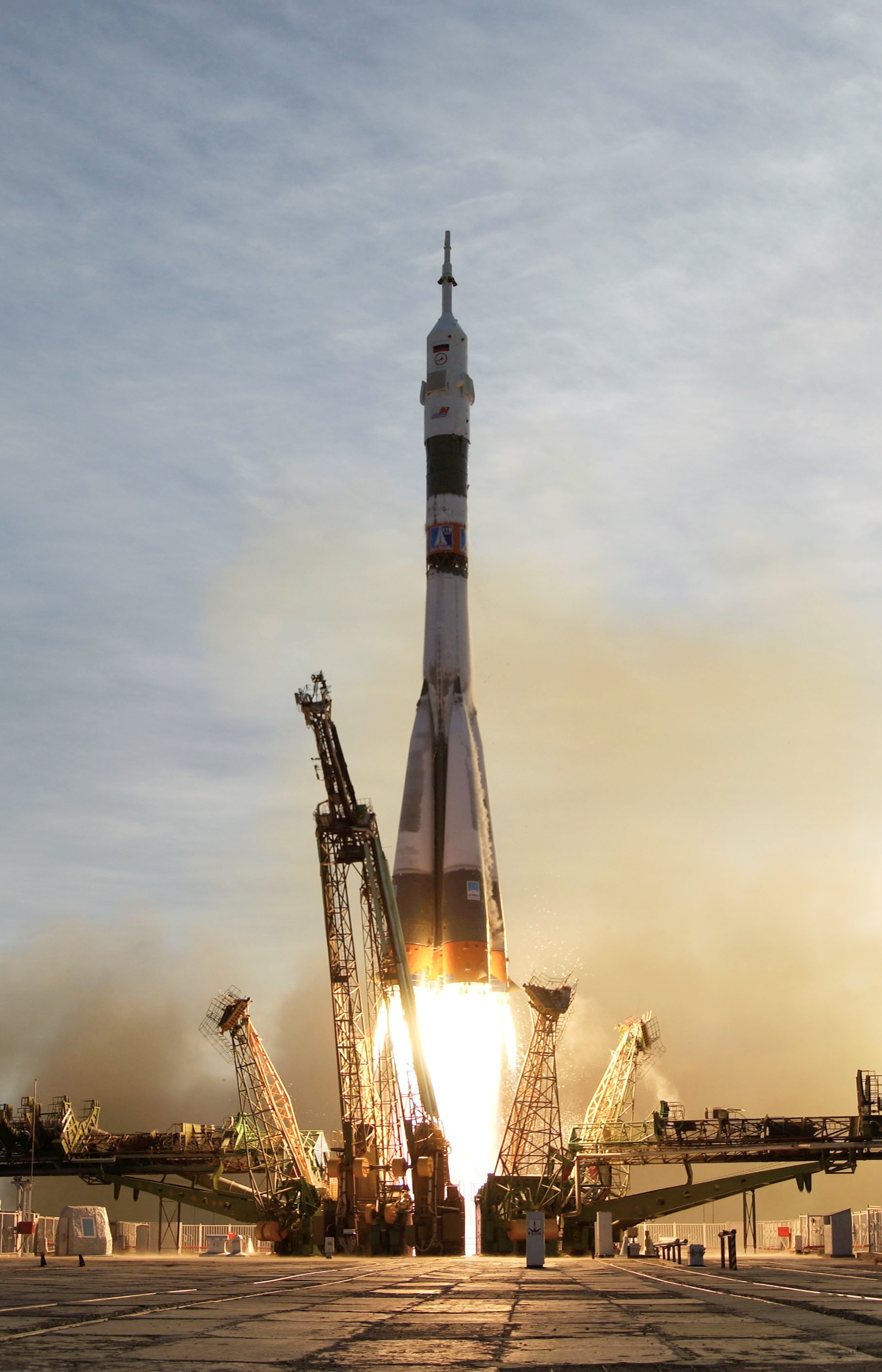
Lancement de la fusée Soyouz depuis le cosmodrome de Baïkonour.

## Toponymie
Le nom Baïkonour signifie en kazakh « riche » (baï) « brun » (qongyr), c'est-à-dire « terre fertile pleine d'herbages ».

## Géographie
La véritable ville de Baïkonour est en fait une ville minière située à quelques centaines de kilomètres au nord-est de la nouvelle Baïkonour. La nouvelle ville a été appelée ainsi pour créer la confusion et permettre de garder secret l’emplacement réel du cosmodrome d'où étaient lancées les fusées soviétiques.
- /0/queryThe property query is required
- /0/idsThe property ids is required
- /0Failed to match at least one schema
- /0/titleThe property title is required
- /0/serviceDoes not have a value in the enumeration ["page"]
- /0Failed to match exactly one schema
- /0/geometriesThe property geometries is required
- /0/typeDoes not have a value in the enumeration ["GeometryCollection"]
- /0/typeDoes not have a value in the enumeration ["MultiPolygon"]
- /0/typeDoes not have a value in the enumeration ["Point"]
- /0/typeDoes not have a value in the enumeration ["MultiPoint"]
- /0/typeDoes not have a value in the enumeration ["LineString"]
- /0/typeDoes not have a value in the enumeration ["MultiLineString"]
- /0/typeDoes not have a value in the enumeration ["Polygon"]
- /0/coordinatesThe property coordinates is required
- /0/geometryThe property geometry is required
- /0/typeDoes not have a value in the enumeration ["Feature"]
- /0/featuresThe property features is required
- /0/typeDoes not have a value in the enumeration ["FeatureCollection"]

## Histoire
Le 24 octobre 1960 a lieu la catastrophe de Nedelin, lorsqu'un missile R-16 explose sur son pas de tir, tuant 92 personnes. Cet évènement est longtemps gardé comme secret d'État.

## Politique et administration

### Administration
Le maire de Baïkonour est désigné conjointement par les présidents russe et kazakh. Bien que la ville se trouve sous la juridiction russe, y compris en matière fiscale, les lois kazakhes doivent y être également respectées. Les douanes (qui gèrent les aéroports) et les forces de l'ordre relèvent cependant du côté kazakh. Les habitants de Baïkonour votent aux élections fédérales russes (législatives et présidentielles). 

### Tendances politiques
| Scrutin             | 1er tour | 1er tour | 1er tour | 1er tour | 1er tour | 1er tour | 1er tour | 1er tour | 1er tour | 1er tour | 1er tour | 1er tour | 2d tour                  | 2d tour                  | 2d tour                  | 2d tour                  | 2d tour                  | 2d tour                  | 2d tour                  | 2d tour                  | 2d tour                  | 2d tour                  |
| Scrutin             | 1er      | 1er      | %        | 2e       | 2e       | %        | 3e       | 3e       | %        | 4e       | 4e       | %        | 1er                      | 1er                      | %                        | 2e                       | 2e                       | %                        | 3e                       | %                        | 4e                       | %                        |
| ------------------- | -------- | -------- | -------- | -------- | -------- | -------- | -------- | -------- | -------- | -------- | -------- | -------- | ------------------------ | ------------------------ | ------------------------ | ------------------------ | ------------------------ | ------------------------ | ------------------------ | ------------------------ | ------------------------ | ------------------------ |
| Présidentielle 2008 |          | ER       | 79.22    |          | KPRF     | 9.89     |          | LDPR     | 8.90     |          | DPR      | 1,05     | Victoire au premier tour | Victoire au premier tour | Victoire au premier tour | Victoire au premier tour | Victoire au premier tour | Victoire au premier tour | Victoire au premier tour | Victoire au premier tour | Victoire au premier tour | Victoire au premier tour |
| Législative 2011    |          | ER       | 48.4     |          | KPRF     | 16.3     |          | SRZP     | 15.6     |          | LDPR     | 11,9     | Tour unique              | Tour unique              | Tour unique              | Tour unique              | Tour unique              | Tour unique              | Tour unique              | Tour unique              | Tour unique              | Tour unique              |
| Présidentielle 2012 |          | ER       | 70.79    |          | KPRF     | 12.14    |          | SE       | 6.81     |          | LDPR     | 5,52     | Victoire au premier tour | Victoire au premier tour | Victoire au premier tour | Victoire au premier tour | Victoire au premier tour | Victoire au premier tour | Victoire au premier tour | Victoire au premier tour | Victoire au premier tour | Victoire au premier tour |
| Législative 2016    |          | ER       | 42,64    |          | KPRF     | 11,98    |          | RPPSS    | 2,70     |          | Rodina   | 1,94     | Tour unique              | Tour unique              | Tour unique              | Tour unique              | Tour unique              | Tour unique              | Tour unique              | Tour unique              | Tour unique              | Tour unique              |
| Présidentielle 2018 |          | ER       | 78.35    |          | KPRF     | 10.60    |          | LDPR     | 6,50     |          | GRANI    | 1.35     | Victoire au premier tour | Victoire au premier tour | Victoire au premier tour | Victoire au premier tour | Victoire au premier tour | Victoire au premier tour | Victoire au premier tour | Victoire au premier tour | Victoire au premier tour | Victoire au premier tour |
| Présidentielle 2024 |          | ER       | 86,31    |          | NL       | 6,3      |          | KPRF     | 4,25     |          | LDPR     | 3,14     | Victoire au premier tour | Victoire au premier tour | Victoire au premier tour | Victoire au premier tour | Victoire au premier tour | Victoire au premier tour | Victoire au premier tour | Victoire au premier tour | Victoire au premier tour | Victoire au premier tour |